# Научный центр и музей технологии (Салоники)
Научный центр и музей технологии (NOESIS) (греч. Το Κέντρο Διάδοσης Επιστημών & Μουσείο Τεχνολογίας (NOESIS) столицы Македонии города Фессалоники — самый значительный технологический музей Греции. Создан в 1978 году, под именем Технический Музей Фессалоник (греч. Τεχνικό Μουσείο Θεσσαλονίκης).

## Экспонаты
Центр предлагает широкой публике постоянную экспозицию с историческими экспонатами для изучения тем науки и технологии. Большая часть экспонатов является даром греческих организаций таких как Государственная энергетическая корпорация Греции, OTE, Университет Аристотеля в Салониках, и друзей музея. Часть экспонатов была куплена. Большие работы по модернизации Центра были произведены в период 1995—1999 годов, при поддержке Генерального Секретариата Исследований и Технологии.

## Залы
- Космотеатр: Зал на 300 мест, с самым большим в Греции экраном, для показа образовательных и документальным фильмов.
- Планетарий: 150 мест под куполом цифрового планетария.
- Амфитеатр на 200 мест.
- Театр с симулятором движения тремя платформами, 3-D проекцией, и 6-осевыми движениями. Греческая певица Папаризу, Елена, записала здесь видеоклип песни «Number One», с которой выиграла конкурс Евровидения 2005 года[3].

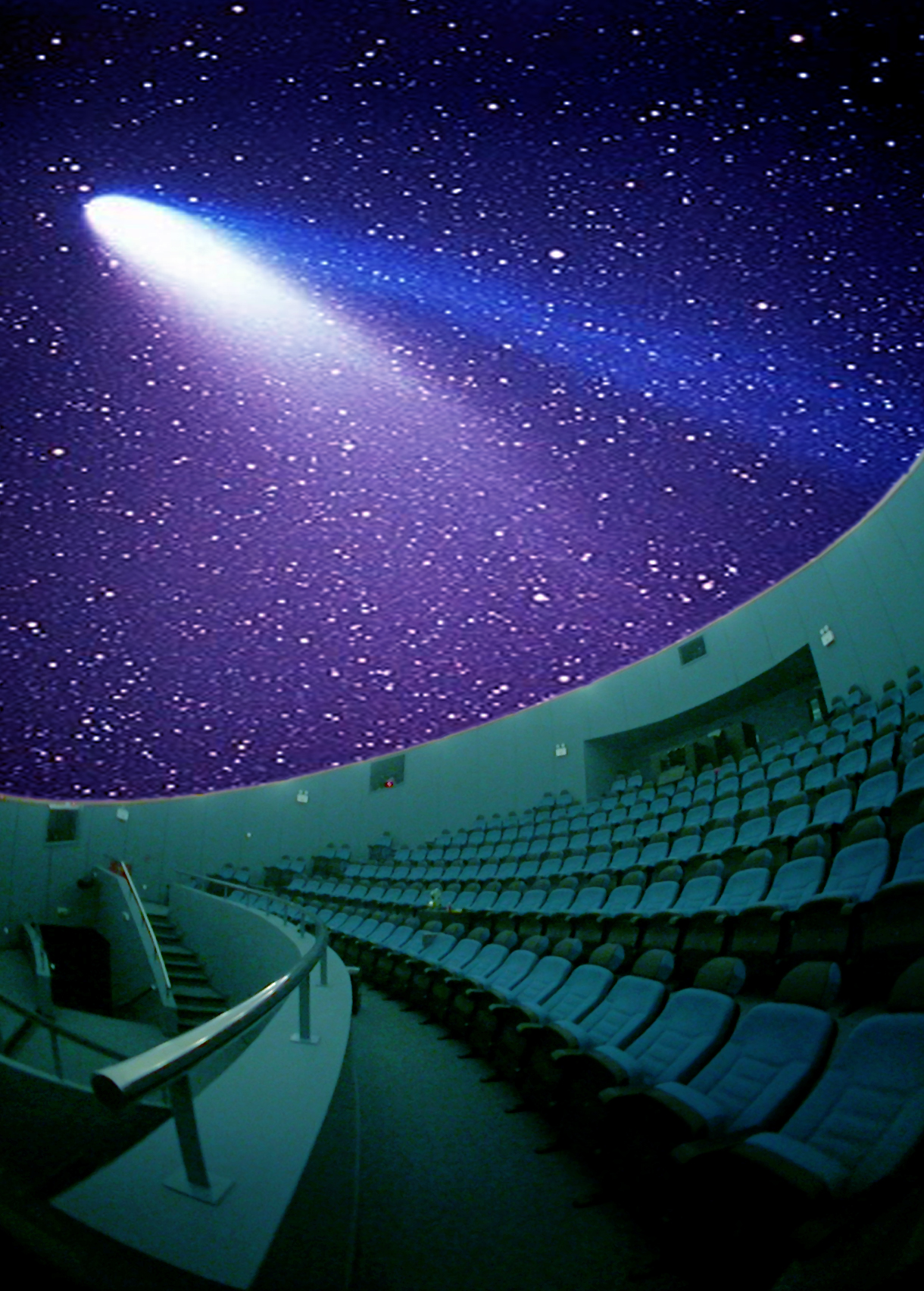
Планетарий
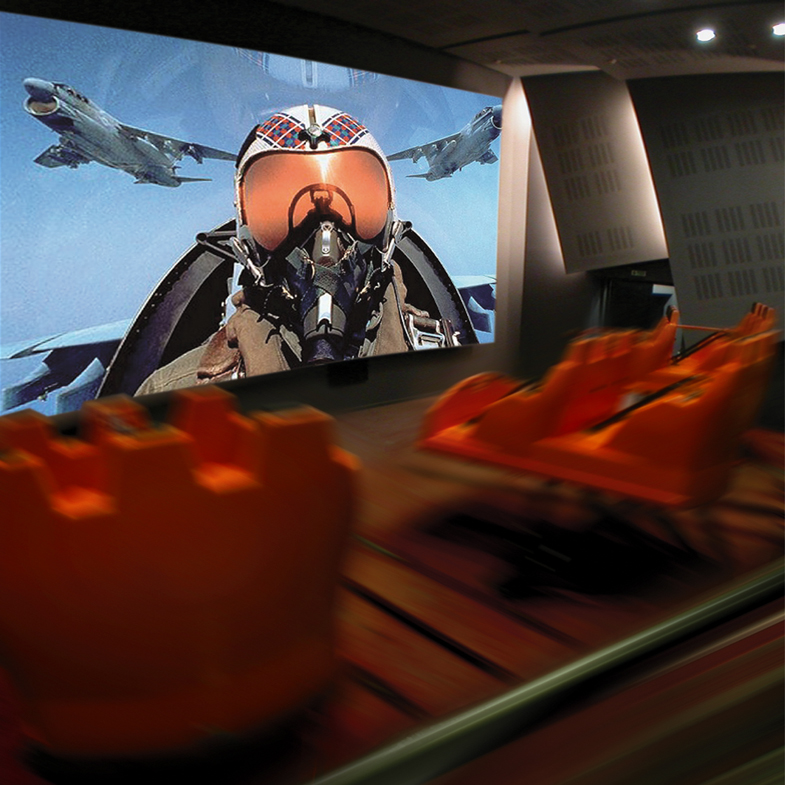
Симулятор движения
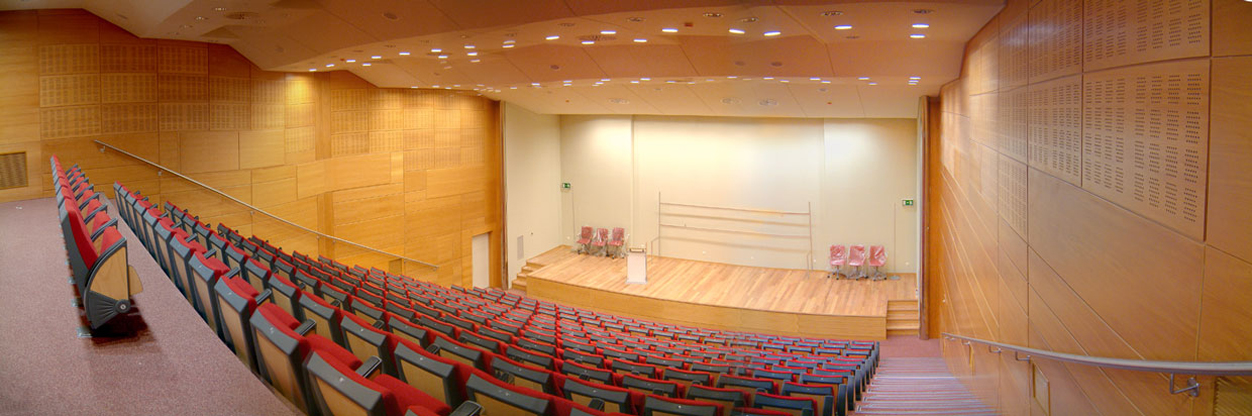
Зрительный зал